# María Araujo
María Araujo (La Aldea de San Nicolás, Las Palmas, 1950-Barcelona, 25 de marzo de 2020) fue una diseñadora de vestuario española y caracterizadora de personajes para teatro, cine y televisión. Falleció a causa de la enfermedad por coronavirus durante la pandemia de 2020.

## Carrera artística
Trabajó con directores como Mario Gas, Josep Maria Flotats, Carles Alfaro o José María Pou. En el Teatro de la Zarzuela trabajó para las producciones de María Moliner y La Villana.
En cine trabajó, entre otros, en las películas Serenata a la luz de la luna, Mater amatísima, La cripta, La revuelta de los pájaros, Tic Tac, El pianista, Valentín, Iris y la miniserie de TV3 Arnau. La mayor parte de sus figurines, un total de 1133, se conservan en el Centro de Documentación y Museo de las Artes Escénicas.

## Premios
Recibió un Premio Max por Amadeus (1999) y otro por El lindo don Diego (2014). En 2018 recibió su tercer premio Max por Ricardo III. Fue premiada en cuatro ocasiones por la crítica de Barcelona. En 1984 por Cal dir-ho?, en 1999 por Amadeus y Dones sàvies y 2016 por Amor & Shakespeare. En 2008, 2010 y 2014 obtuvo también el Premio ADE de Figurismo por Tio Vania, El arte de la comedia y El lindo don Diego, respectivamente, y en 2009 consiguió el Premio Gran Vía de Teatro Musical por sus diseños de Sweeney Todd.
En 2017 recibió el reconocimiento por parte de su municipio natal, La Aldea de San Nicolás.